# Hans Ernst von Kottwitz
Hans Ernst von Kottwitz (* 1. September 1757 in Tschepplau (heute Krzepielów, Ortsteil von Sława) bei Glogau, Niederschlesien; † 13. Mai 1843 in Berlin) war ein deutscher Philanthrop und führende Persönlichkeit der Erweckungsbewegung.

## Leben
Kottwitz, ein Abkömmling des Adelsgeschlechtes der Kottwitz in Schlesien, wurde mit 13 Jahren Page am Hof Friedrichs II. in Potsdam und studierte 1777 kurzzeitig Jura an der Universität Frankfurt/Oder. Anschließend unternahm er ausgedehnte Reisen durch Deutschland. In Hamburg lernte er Matthias Claudius kennen. Durch Kontakte mit der Herrnhuter Brüdergemeine und ihrem Bischof August Gottlieb Spangenberg entschloss er sich etwa 1788, sein Leben der Verwirklichung eines tätigen Christentums zu widmen und Arbeitskraft und Vermögen für die Armen einzusetzen. Durch die Heirat mit Charlotte Helene Gräfin von Zedlitz (1756–1829) hatte er noch weitere Güter dazugewonnen. Ein erster Versuch, die notleidenden Weber in Fabriken zur Flachsverarbeitung auf seinen Gütern in Schlesien zu beschäftigen, endete jedoch mit einem Konkurs.
1806 übersiedelte Kottwitz nach Berlin. Auch dort begann er gleich, die in den Wirren der Napoleonischen Kriege arbeitslos gewordenen Handwerker an Spinnrad und Webstuhl zu beschäftigen. Hieraus entstand am Alexanderplatz eine „Freiwillige Beschäftigungsanstalt“, die von König Friedrich Wilhelm III. finanziell gefördert wurde und noch über Kottwitz’ Tod hinaus bestand. Der König ermutigte Kottwitz, auch in Schlesien weitere Spinnereien und Webereien zu gründen, so 1812 in Grüssau, später auch in Glatz und Spiller. All diese Fabriken blieben aber auf Zuschüsse angewiesen und letztlich erfolglos. Kottwitz’ soziale Projekte waren vom Denken der Aufklärung geprägt und setzten eher auf Sozialarbeit und Arbeitsbeschaffungsmaßnahmen als auf Bekehrung, weil Arbeit für ihn eine der wichtigsten Voraussetzungen der „Glückseligkeit“ darstellte. Er beeinflusste mit ihnen aber auch die Pioniere der frühen protestantischen Diakonie oder Inneren Mission. Johann Hinrich Wichern lernte Kottwitz während seines Theologiestudiums in Berlin 1829 bis 1832 kennen und berief sich später oft auf sein Beispiel. Mit Theodor Fliedner korrespondierte er über die Gründung des Berliner Vereins für die Verbesserung der Strafgefangenen (1830).
In Berlin gehörte Kottwitz zum Kreis der Erweckungsbewegung, die zunächst im Adel verwurzelt war. Er war beteiligt an der Gründung der Preußischen Haupt-Bibelgesellschaft (1814) und der Gesellschaft zur Beförderung des Christentums unter den Juden (Berliner Israelmission) und befreundet mit den Brüdern Leopold, Ernst Ludwig und Otto von Gerlach sowie den Theologen Johannes Jaenicke, August Neander und Johannes Evangelista Goßner. Zahlreiche junge Theologen wie Wichern, Ewald Rudolf Stier, Ernst Wilhelm Hengstenberg, August Tholuck, Richard Rothe und Claus Harms konnte er im Sinne einer Erweckungsfrömmigkeit prägen.
Hans Ernst von Kottwitz wurde auf dem Friedhof Georgen-Parochial I in Berlin Prenzlauer Berg bestattet, das Grabmal ist nicht erhalten.

## Werke
- Über Armenwesen. 1809
- Ueber öffentliche Strafanstalten, und die zweckmäßigsten Mittel, den gemeinen Mann zur Thätigkeit zu reizen. 1810
- Baron Hans Ernst von Kottwitz und die Erweckungsbewegung in Schlesien, Berlin und Pommern. Briefwechsel, eingel. u. hrsg. v. Friedrich Wilhelm Kantzenbach, 1963

## Gedenktag
13. Mai im Evangelischen Namenkalender.